# Alkánok

A legegyszerűbb alkán, a metán

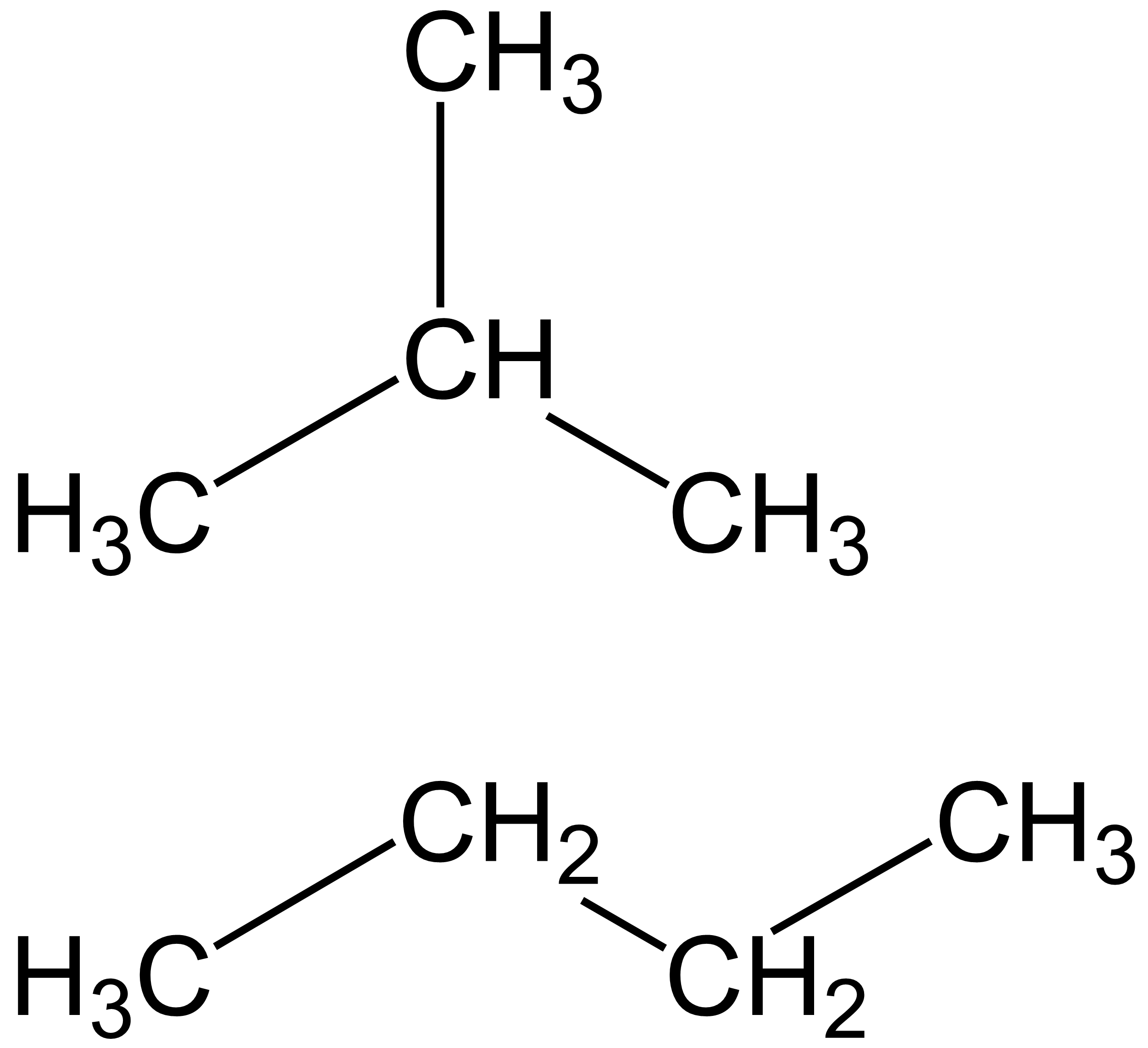
Az elágazó szénláncú izobután és az el nem ágazó szénláncú bután szerkezete

Az alkánok a telített szénhidrogének egyik csoportját alkotják (a másik csoport a gyűrűt tartalmazó cikloalkánok). Nyílt láncú vegyületek; lehetnek elágazó és el nem ágazó szénláncúak. A szénatomok bennük csak σ- (szigma)-kötésekkel kapcsolódnak egymáshoz; hozzájuk hidrogénatomok kapcsolódnak, ezek telítik a szénatomok fennmaradó vegyértékeit. Reakciókészségük kicsi, innen származik a paraffin nevük (parum affinis = kevéssé reakcióképes). Egy paraffinnál az eggyel nagyobb szénatomszámú paraffin a szénatomon kívül két hidrogénatommal tartalmaz több atomot. Egymástól csak egy -CH2- (metilén-) csoportban különböznek; az alkánok homológ sort alkotnak. Általános képletük: CnH2n+2. A háromnál nagyobb szénatomszámú alkánoknál fellép az izoméria jelensége.
Az alkán elnevezést Johannes Wislicenus az alkohol szóból kiindulva vezette be.

## Téralkatuk (konformáció)
Az alkánokban a szénatomok a köztük lévő σ-kötés körül elfordulhatnak (rotálhatnak). Emiatt térszerkezetbeli, konformációs különbségek alakulhatnak ki az alkánmolekulákban.

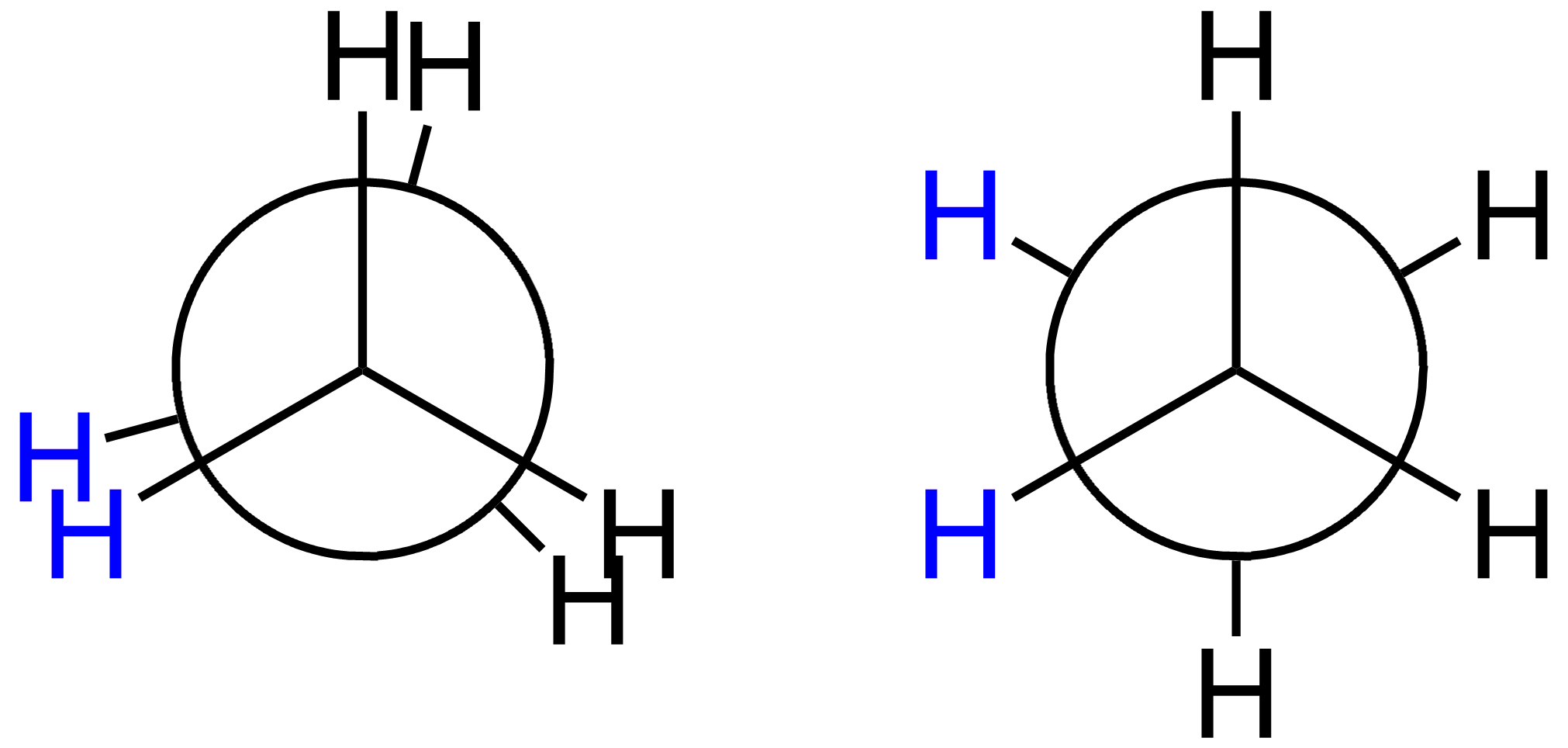
Az etán fedő- (balra) és nyitott állásának (jobbra) Newman-projekciója

Az etánmolekulában a rotáció miatt végtelen sok konformáció alakulhat ki. A két szélső helyzet neve: fedőállás és nyitott állás. A nyitott állás a legkedvezőbb, a fedőállás a legkedvezőtlenebb. A nyitott állás alacsonyabb energiatartalmú, mint a fedőállás, amelynek az energiatartalma körülbelül 12 kJ/mollal nagyobb. Az energiakülönbség oka az elektronok egymással való kölcsönhatása. Az energiakülönbség kicsi, a nyitott és a fedőállású molekulák közbülső helyzeteken keresztül állandóan átalakulnak egymásba. A rotáció igen gyors, a kétféle etánmolekula nem különíthető el.
Nyitott és fedőállás hosszabb szénláncok esetén is létrejöhet, ilyen szénláncok akkor a legstabilabbak, ha zegzugos elrendeződésűek. A zegzugos elrendeződés jelenti a nyitott állást.

## Szerkezeti izoméria
| Név    | Izomerek száma |
| ------ | -------------- |
| Metán  | 1              |
| Etán   | 1              |
| Propán | 1              |
| Bután  | 2              |
| Pentán | 3              |
| Hexán  | 5              |
| Heptán | 9              |
| Oktán  | 18             |
| Nonán  | 35             |
| Dekán  | 75             |

Az elágazás nélküli szénláncú alkánokban egy szénatomhoz legfeljebb két másik kapcsolódik. Az ilyen alkánok normál alkánok, jelölésük n-. A háromnál nagyobb szénatomszámú alkánoknál fellép az izoméria jelensége, tehát egy adott összegképletű alkán szerkezete többféle lehet. Az ilyen alkánok lehetnek nyílt és elágazó szénláncúak is, bennük vannak olyan szénatomok, amelyekhez három vagy négy másik kapcsolódik. Csak az atomok és az atomcsoportok kapcsolódási sorrendje tér el bennük, ez az izoméria szerkezeti vagy konstitúciós izoméria. Az alkánok izomerjeinek száma a szénatomszámmal gyorsan nő.

## Fizikai tulajdonságaik

Az első 14 n-alkán olvadáspontja (kék) és forráspontja (bordó) °C-ban a szénatomszám függvényében.

Az alkánok apoláris vegyületek, vízzel nem elegyednek. Szerves oldószerekben és egymásban jól oldódnak. A folyadék halmazállapotú alkánok úsznak a víz tetején, mivel sűrűségük kisebb a vízénél (0,8 g/cm³ alatti). Olvadás- és forráspontjuk a szénatomszámmal növekszik. A nyílt láncú alkánoknál az olvadáspont növekedése nem egyenletes, egyenletes növekedés csak akkor tapasztalható, ha külön vizsgáljuk a páros és a páratlan szénatomszámú alkánokat. Ennek az az oka, hogy a páros, illetve a páratlan szénatomszámú homológok különböző szerkezetű rácsban kristályosodnak. (A páros rendszámúak monoklin, a páratlan rendszámúak rombos szerkezetű rácsban). Az elágazó szénláncú alkánok illékonyabbak, mint a nyílt szénláncúak, és alacsonyabb a forráspontjuk. Ez azzal magyarázható, hogy az elágazó szénláncú alkánoknál a molekulák közt kisebb az érintkezési felület, és emiatt gyengébbek a molekulák közti másodlagos kölcsönhatások. Az el nem ágazó alkánok homológ sorának első négy tagja gáz halmazállapotú, a sorozat 5–17. tagja cseppfolyós, a 17-nél nagyobb szénatomszámú alkánok szilárdak.

## Kémiai tulajdonságaik
Az alkánok reakciókészsége kicsi, erre utal paraffin elnevezésük is, mely a latin parum (= kevéssé) + affinis (=ebben az értelemben reakcióképesség) szavak összetételéből származik. Tömény szervetlen savakkal és lúgokkal nem reagálnak. Ellenállóak más erélyes reagensekkel szemben is, például sok erős oxidálószernek (például kálium-permanganát, kálium-dikromát) ellenállnak. Oxigén jelenlétében elégnek, szén-dioxid és víz keletkezik. Ez a reakció nagy hőfelszabadulással jár. Égésük általános reakcióegyenlete:
{\displaystyle \mathrm {C_{n}H_{2n+2}+(1,5n+0,5)O_{2}\rightarrow n\ CO_{2}+(n+1)\ H_{2}O} }

### Halogénezés
A legegyszerűbb alkán, a metán kis reakciókészsége miatt szobahőmérsékleten és sötétben nem reagál az egyébként reakcióképes klórral. Megvilágítás hatására szobahőmérsékleten vagy 300 °C feletti hőmérsékleten sötétben azonban a reakció végbemegy, klórmetán, diklórmetán, triklórmetán és tetraklórmetán képződik a következő reakcióegyenletek szerint:
{\displaystyle \mathrm {CH_{4}+Cl_{2}\rightarrow CH_{3}Cl+HCl} }
{\displaystyle \mathrm {CH_{3}Cl+Cl_{2}\rightarrow CH_{2}Cl_{2}+HCl} }
{\displaystyle \mathrm {CH_{2}Cl_{2}+Cl_{2}\rightarrow CHCl_{3}+HCl} }
{\displaystyle \mathrm {CHCl_{3}+Cl_{2}\rightarrow CCl_{4}+HCl} }
A reakció szubsztitúció. A keletkező származékok aránya függ a kiindulási klórmetán aránytól, metánfelesleg esetén klórmetán, klórfelesleg esetén tetraklórmetán keletkezik a legnagyobb mennyiségben. A metán klórozási reakciója exoterm folyamat, termodinamikailag kedvező. Annak, hogy a klórozási reakció nem játszódik le szobahőmérsékleten és sötétben, nem termodinamikai, hanem reakciókinetikai oka van: nagy a reakció aktiválási energiája.
A reakció gyökös mechanizmus szerint játszódik le. Először a klórmolekula homolízise történik meg, két klóratom (szabad gyök) keletkezik. A klóratomok reagálnak a metánnal, metilgyök és hidrogén-klorid keletkezik. A metilgyök klórmolekulákkal is reakcióba léphet, klórmetán és klóratom jön létre. A keletkező klóratom reakcióképes, ez biztosítja, hogy folytatódjon a reakció. A klóratomok klórmolekulává, a metilgyökök etánná kapcsolódnak össze, ez okozhatja a reakció leállását. A reakció fluorral nagyon heves. A brómozás is könnyen lejátszódik, viszont a jódozás csak nehezen megy végbe.
A metánnál nagyobb szénatomszámú alkánok klórozása is gyökös mechanizmus szerint játszódik le. A reakció során többféle termék is képződik, ezek vagy a klóratomok számában, vagy azok helyzetében különböznek. A több, illetve a kevesebb halogént tartalmazó termékek aránya a kiindulási gázelegy összetételétől függ. A szénhidrogén nagy feleslege esetén főként monoklór-származék keletkezik.

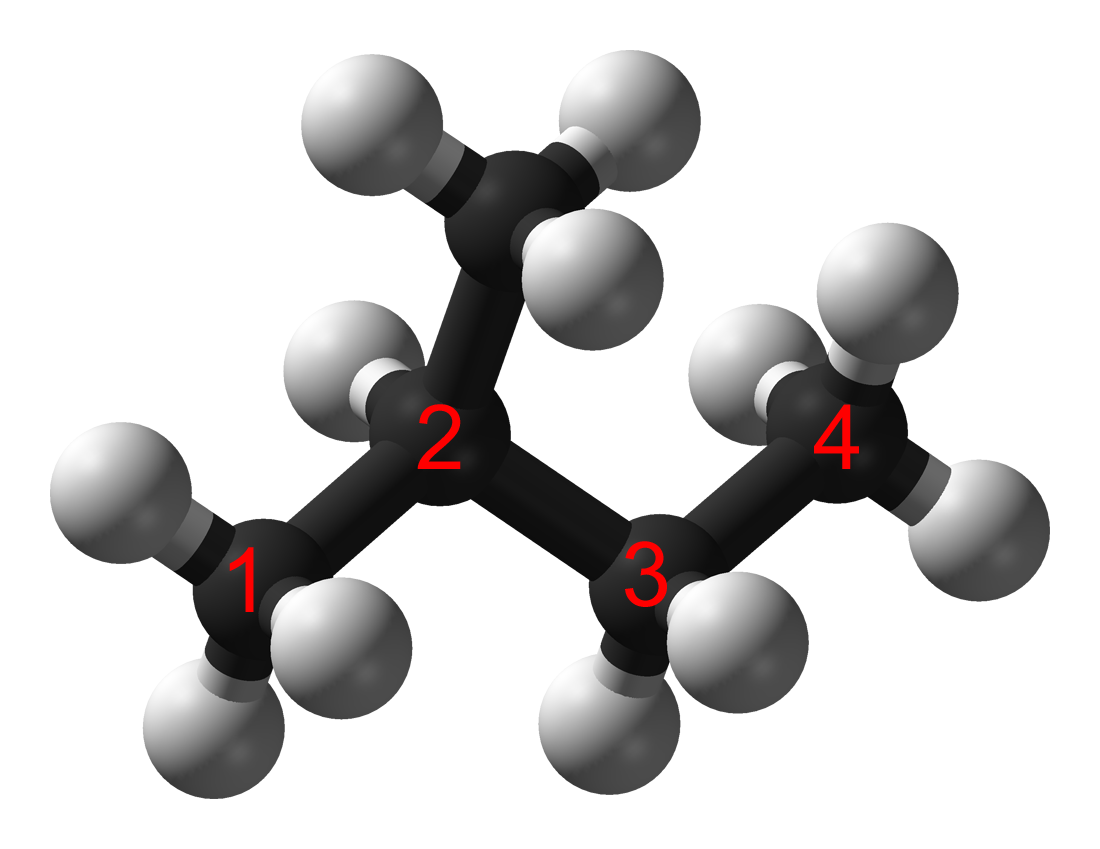
Az izopentán szerkezete. A szénatomok számozva vannak.

Az izopentán 300 °C-on végzett klórozásakor például négyféle monoklór származék is keletkezhet. Ha az izopentánmolekulában bármelyik hidrogénatom azonos valószínűséggel cserélődne ki klórra, akkor a termékösszetétel meghatározható lenne az alapján, hogy az adott származék hány hidrogénatom kicserélődésével keletkezhet. A kísérleti termékösszetétel azonban eltér az így számítható statisztikus termékösszetételtől, tehát a hidrogénatomok nem azonos valószínűséggel szubsztituálódnak, irányító hatás lép fel. A különböző termékek azonos mechanizmusú párhuzamos reakciókban keletkeznek, a reakciók sebessége azonban különbözik. A szubsztitúció sebessége a szénatom rendűségével növekszik, leglassabb a primer, leggyorsabb a tercier szénatomokon. A reakciósebességek különbsége a szubsztitúció során keletkező alkilgyökök stabilitásával függ össze. Az izopentán brómozásakor a reakciókörülmények megválasztásával az is elérhető, hogy szinte csak 2-bróm származék keletkezzen. Tehát brómozásnál erősebb az irányító hatás, mint a klórozásnál, a bróm szelektivitása nagyobb, mint a klóré.

### Nitrálás
A nitrálás szintén szubsztitúciós reakció, nitráláskor egy hidrogénatom nitrocsoportra cserélődik ki. A nitráláshoz általában használt nitráló elegy (ami tömény kénsav és tömény salétromsav elegye) illetve a tömény salétromsav alkánok esetében nem alkalmazható, mert ezek hatására főként oxidáció, és nem nitrálás megy végbe. Viszont az alkánok gázfázisban, magasabb hőmérsékleten és nyomás alatt salétromsavval nitrálhatók. A reakció egyenlete:
{\displaystyle \mathrm {R{-}H+HNO_{3}\rightarrow R{-}NO_{2}+H_{2}O} }
Az alkánok nitrálása a halogénezéshez hasonlóan gyökös mechanizmus szerint és több lépésben játszódik le. A reakció több párhuzamos ágon fut. Elsősorban a kisebb szénatomszámú paraffinok nitrálásának van nagy gyakorlati jelentősége.

### Szulfonálás és szulfoklórozás
A szulfonálás olyan szubsztitúciós reakció, amelyben egy hidrogénatom szulfonsavcsoportra (-SO2OH) cserélődik ki. Az alkánok tömény kénsavval nem lépnek reakcióba, ezért a szulfonálást füstölgő kénsavval, óleummal végzik. A keletkező szulfonsavak erős savak, stabil sókat képeznek.
{\displaystyle \mathrm {R{-}H+H_{2}SO_{4}\rightarrow R{-}SO_{2}OH+H_{2}O} }
Kén-dioxid és klór segítségével az alkánok egyik hidrogénatomja -SO2Cl csoportra cserélhető ki. A folyamat szobahőmérsékleten, ultraibolya fény hatására játszódik le. Ennek a reakciónak a neve szulfoklórozás vagy klórszulfonálás, a reakcióban alkilszulfokloridok keletkeznek.
{\displaystyle \mathrm {R{-}H+SO_{2}+Cl_{2}\rightarrow R{-}SO_{2}Cl+HCl} }
A reakció szintén gyökös mechanizmus szerint lejátszódó szubsztitúció. Az alkilszulfoklorid mellett klórozott alkánszármazék is képződhet (mellékreakcióként klórozás játszódik le). A szulfonálásnak és a szulfoklórozásnak a tisztító- és mosószerek gyártásánál van jelentősége.

### Hőbontás
Az alkánok 500-600 °C körüli hőmérsékleten hőbomlást szenvednek. A hőbomlás iránya a körülményektől függ (hőmérséklet, nyomás, katalizátor). A magasabb forráspontú frakcióinak krakklepárlását 500 °C-on és nyomás alatt végzik. A krakkolás során a hosszabb szénláncú alkánokból rövidebb szénláncú telített és telítetlen szénhidrogének keletkeznek. Így a kőolajból nagyobb mennyiségű benzin nyerhető.
{\displaystyle \mathrm {R{-}CH_{2}{-}CH_{2}{-}CH_{2}{-}CH_{2}{-}R'\rightarrow R{-}CH_{2}{-}CH_{3}+R'{-}CH{=}CH_{2}} }
A hőbontást gyakran izomerizáció kíséri, az izomerizáció során normál szénláncú alkánokból elágazó szénláncú izomerek keletkeznek. Ezt a reakciót leginkább az alumínium-klorid katalizálja. A hőbontás gyakran dehidrogéneződéssel jár, az alkánokból telítetlen szénhidrogének, vagy gyűrűvé záródással aromás vegyületek is keletkezhetnek. Az aromás vegyületek képződésével járó reakció neve: dehidroaromatizáció. Például n-hexánból benzol keletkezik. A dehidroaromatizációt finom eloszlású platina vagy molibdén-oxid és króm-oxid katalizátorok katalizálják.

## Előállításuk
A kőolaj nagyon sokféle szénhidrogén elegye, általában nem alkalmas egy-egy vegyület kinyerésére, mert a komponensek egymástól való elválasztása bonyolult és drága. Ezért szükség van olyan szintézisekre, amelyek egy-egy adott szerkezetű alkán előállítását lehetővé teszik.
Az alkánok előállíthatók alkil-halogenidek, főként alkil-jodidok reduktív dehalogénezésével. A reakció naszcensz hidrogén (ami például cink és sósav reakciójával fejleszthető) hatására játszódik le. A reduktív dehalogénezést gyakran tömény hidrogén-jodiddal végzik.
{\displaystyle \mathrm {R{-}I+HI\rightarrow R{-}H+I_{2}} }
A reakcióban képződő jód vörösfoszfor jelenlétében visszaalakul hidrogén-jodiddá. (A foszfor a jóddal foszfor-trijodid képződése közben reagál, a foszfor-trijodid pedig víz hatására elbomlik).
Alkil-halogenidből Grignard-reagensen keresztül lejátszódó szintézissel is keletkezhet paraffin. A Grignard-reagens víz hatására könnyen hidrolizál alkánná, az alkán mellett bázisos magnézium-halogenid képződik.
{\displaystyle \mathrm {R{-}Mg{-}X+H_{2}O\rightarrow R{-}H+Mg(OH)X} }
A Wurtz-szintézis során szintén alkil-halogenidekből képződik alkán. A Wurtz-szintézist indifferens oldószerben (benzolban, petroléterben) végzik.
{\displaystyle \mathrm {2\ R{-}I+2\ Na\rightarrow R{-}R+2\ NaI} }
A Corey–House-szintézis során különböző alkil-halogenidek kapcsolhatók alkánná lítium- és rézorganikus vegyületeken keresztül:
{\displaystyle \mathrm {2\ R{-}X+4\ Li\rightarrow 2\ R{-}Li+2\ LiX} }
{\displaystyle \mathrm {2\ R{-}Li+CuI\rightarrow R_{2}CuLi+LiI} }
{\displaystyle \mathrm {R_{2}CuLi+R'X\rightarrow \ R{-}R'+LiX+R{-}Cu} }
Az oxovegyületek, például a ketonok amalgámozott cink jelenlétében sósavval melegítve alkánokká redukálódnak. A cink és a sósav reakciójában keletkező naszcensz hidrogén redukálja az oxovegyületet. Ezt a módszert Clemmensen dolgozta ki 1913-ban.
{\displaystyle \mathrm {R{-}CO{-}R'+4\ H\rightarrow R{-}CH_{2}{-}R'+H_{2}O} }
A Krizsnyer-Wolff-redukció során az oxovegyület hidrazin hatására redukálódik alkánná:
{\displaystyle \mathrm {R{-}CO{-}R'+N_{2}H_{4}\rightarrow R{-}CH_{2}{-}R'+N_{2}+H_{2}O} }
A karbonsavak dekarboxilezésekor, szén-dioxid kilépésével szénhidrogének keletkeznek. A telített monokarbonsavak (más néven zsírsavak) nátriumsói nátrium-hidroxid jelenlétében melegítve dekarboxileződnek, a reakcióban alkán keletkezik.
{\displaystyle \mathrm {R{-}COONa+NaOH\rightarrow R{-}H+Na_{2}CO_{3}} }
Alkének vagy alkinek katalitikus hidrogénezésekor szintén paraffinok (alkánok) képződnek.
{\displaystyle \mathrm {R{-}CH{=}CH{-}R'+2\ H\rightarrow R{-}CH_{2}{-}CH_{2}{-}R'} }
{\displaystyle \mathrm {R{-}C{\equiv }C{-}R'+4\ H\rightarrow R{-}CH_{2}{-}CH_{2}{-}R'} }